# کلیسای جامع ساتول
کلیسای جامع سات‌وِل (انگلیسی: Southwell Minster) یک کلیسای جامع در شهر سات‌وِل، انگلستان است.
این کلیسا که در سال ۶۲۷ میلادی بنیان‌گذاری شده در سال‌های متعدد همچون ۹۵۶، ۱۱۰۸ و قرن ۱۳ میلادی مورد بازسازی و تجدید بنا قرار گرفته است.

## نگارخانه

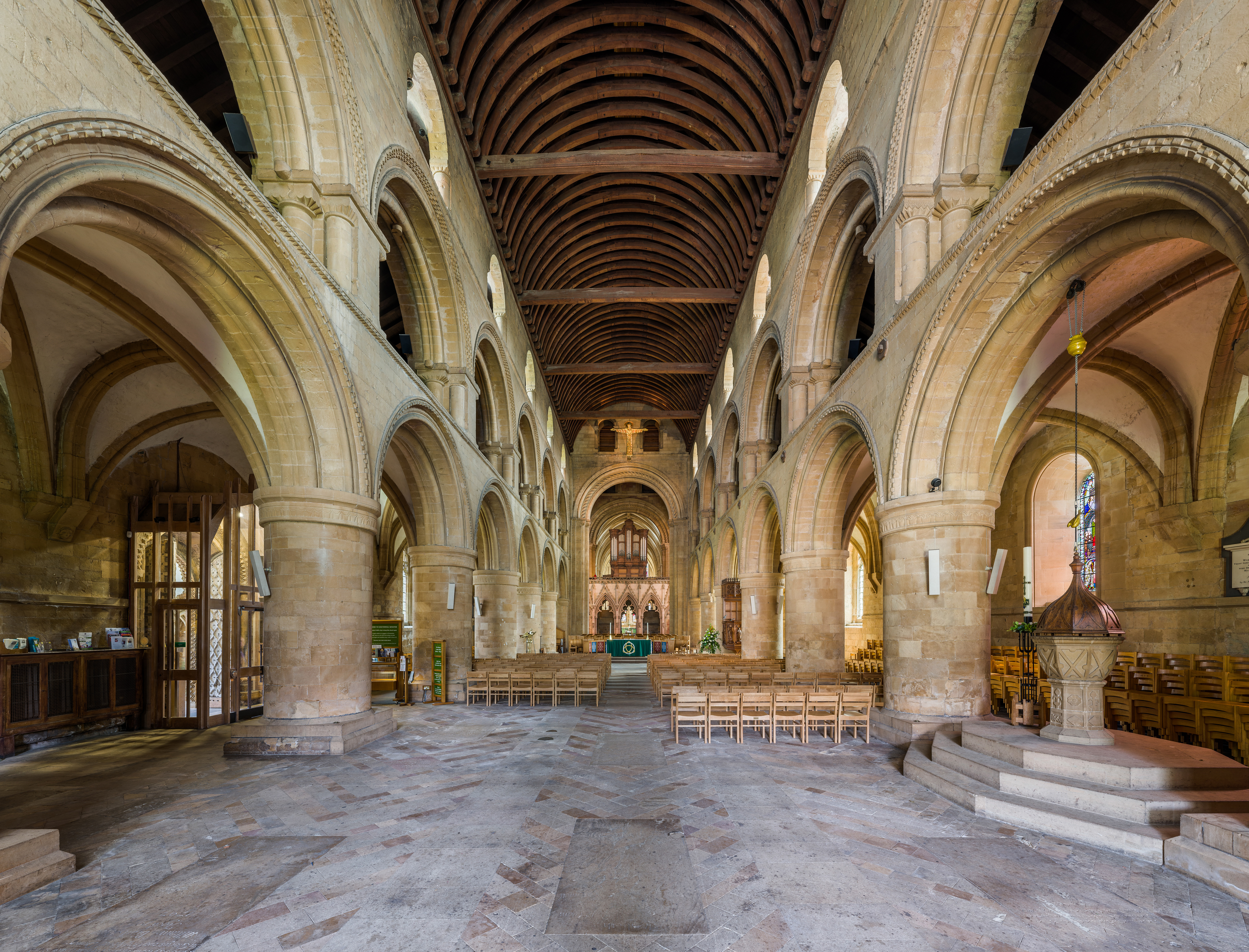
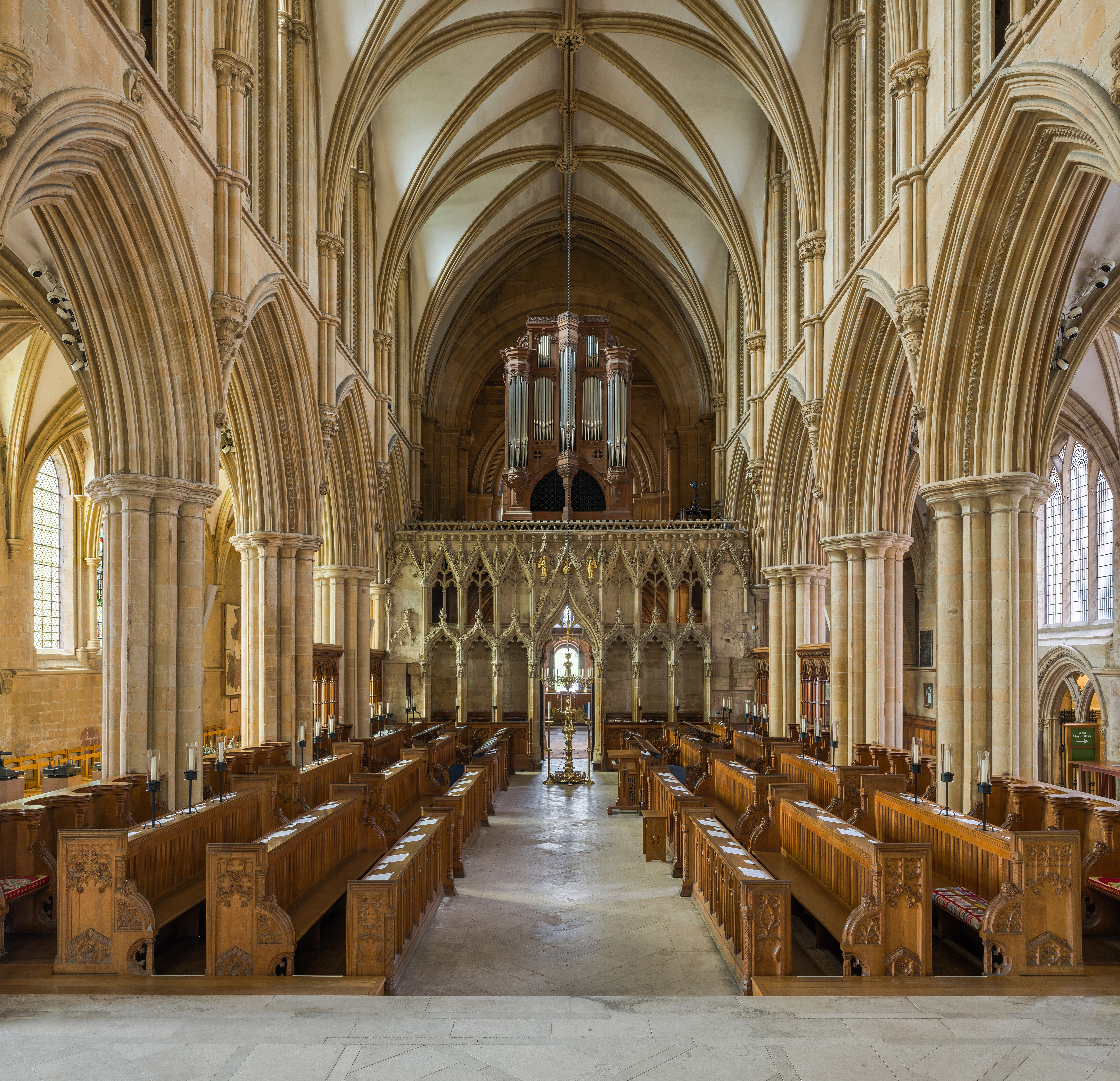
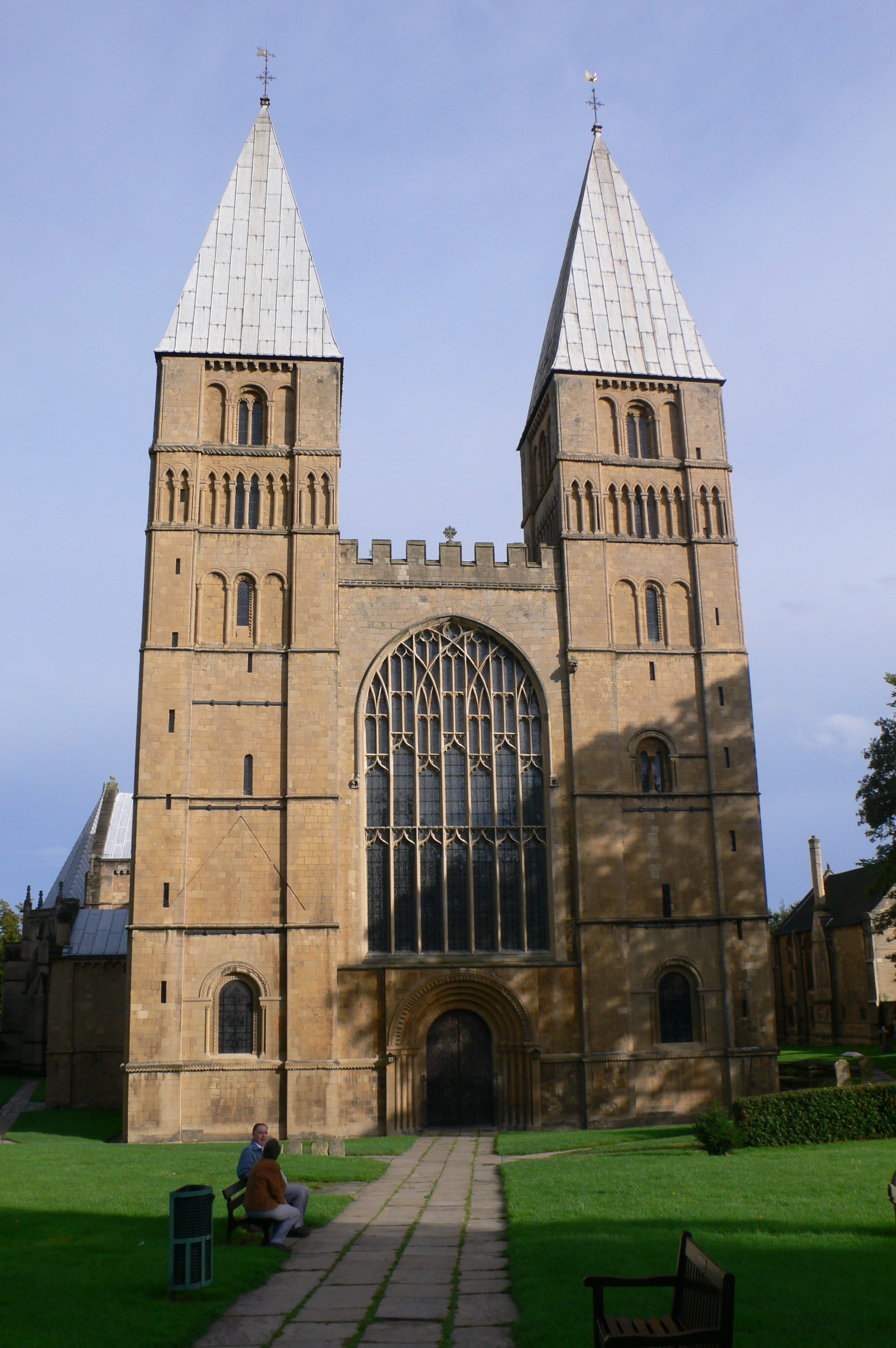
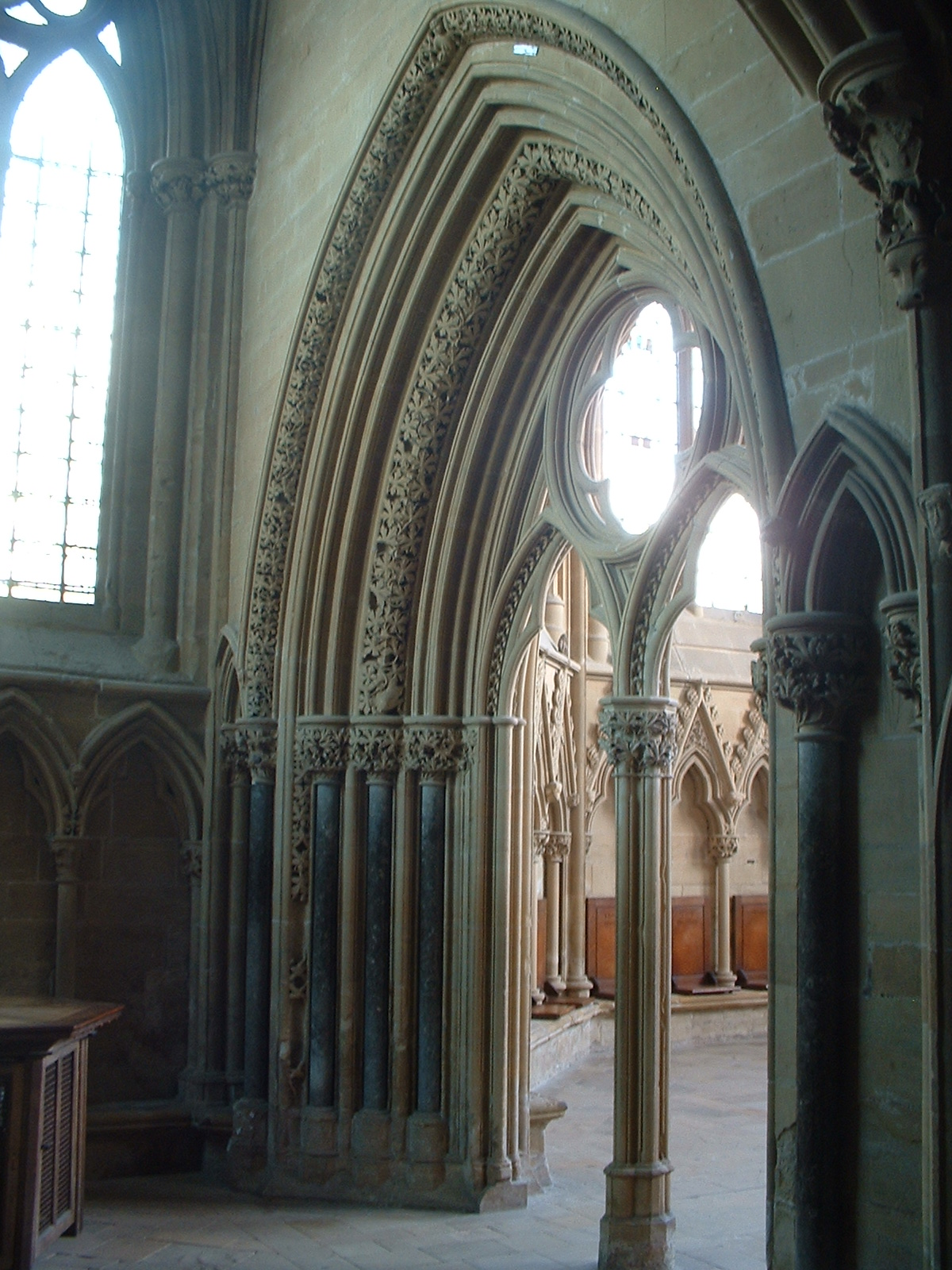
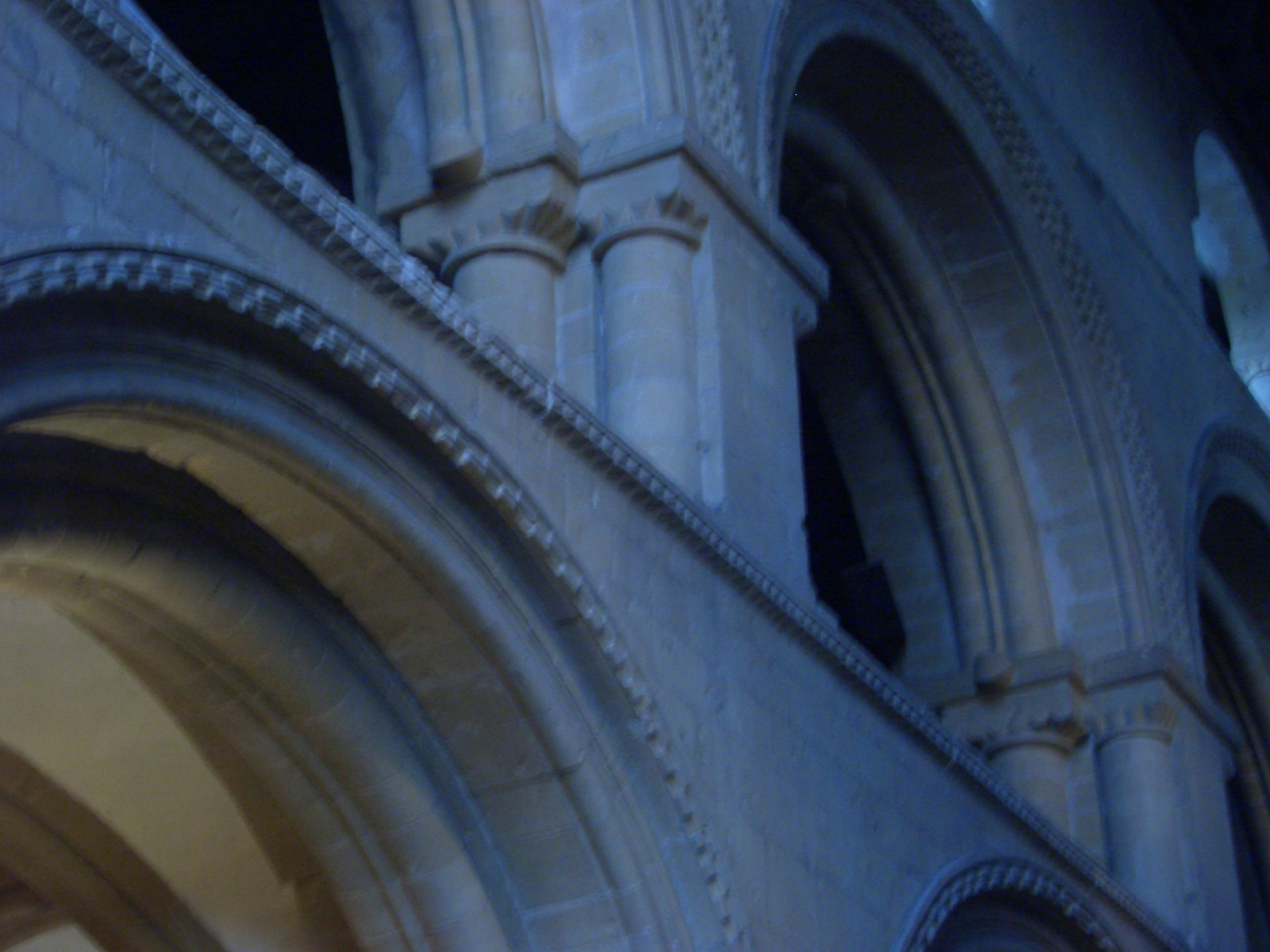
سنگ‌کاری
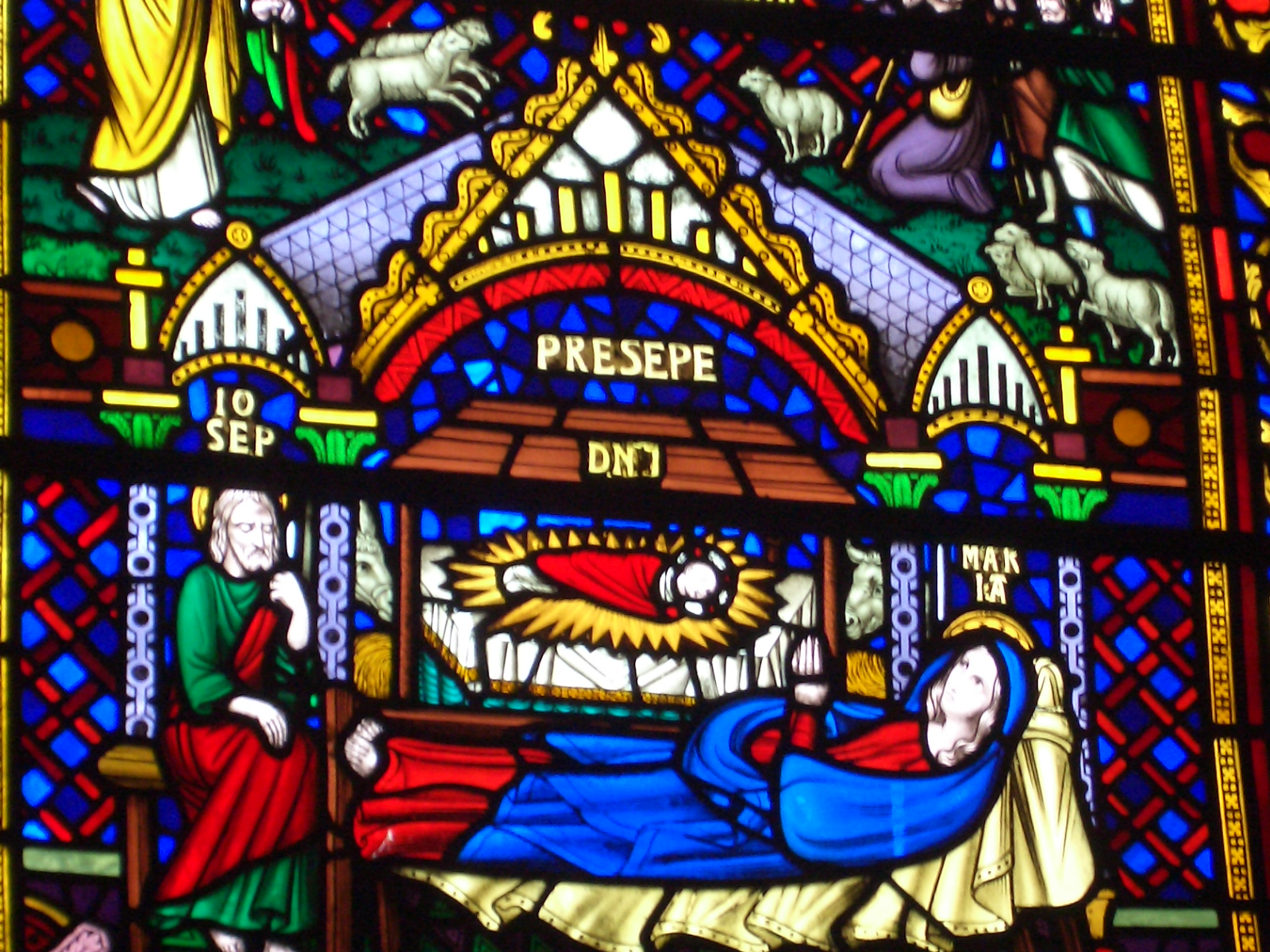
پنجره پرسپ
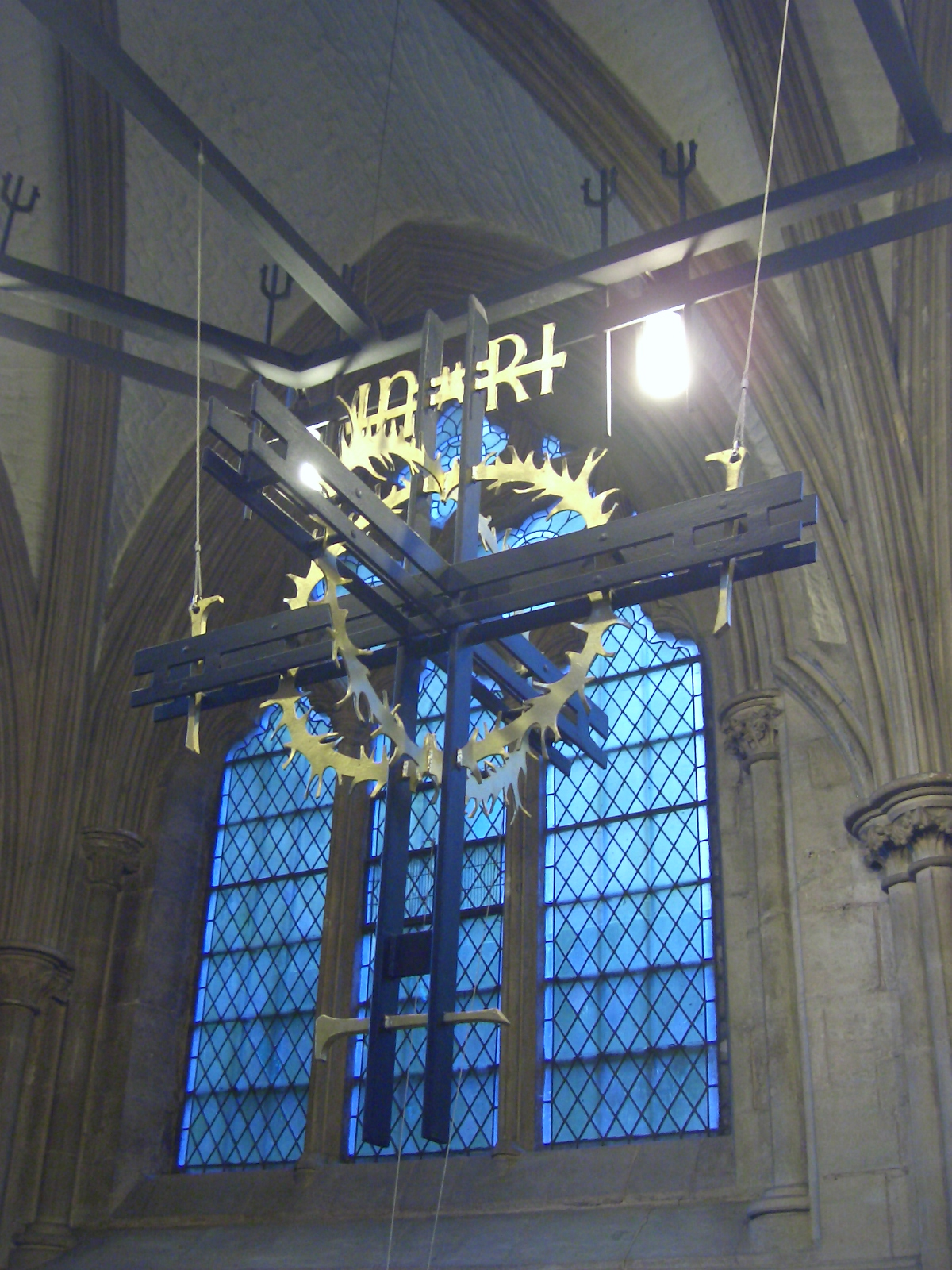
INRI
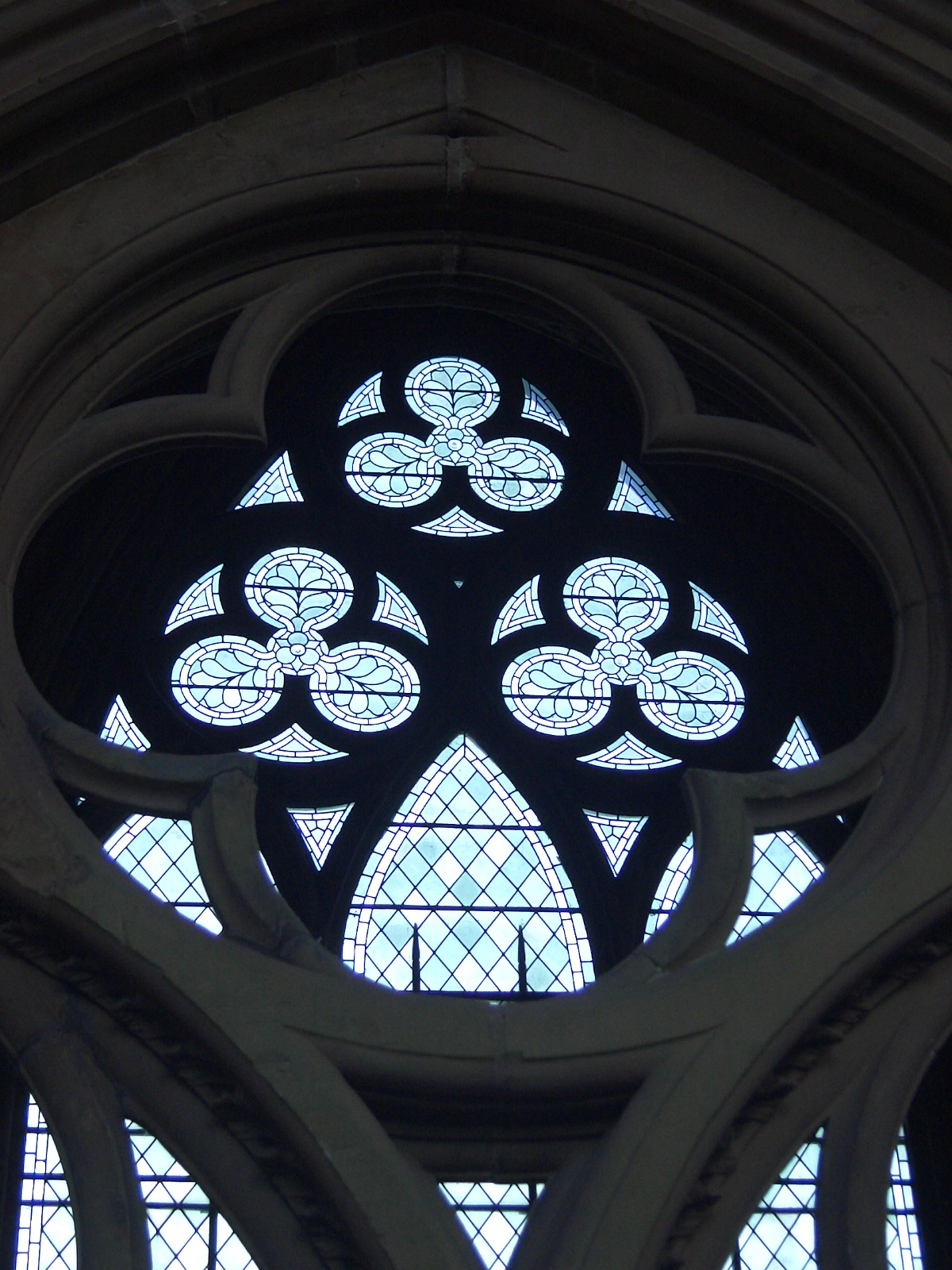
پنجره
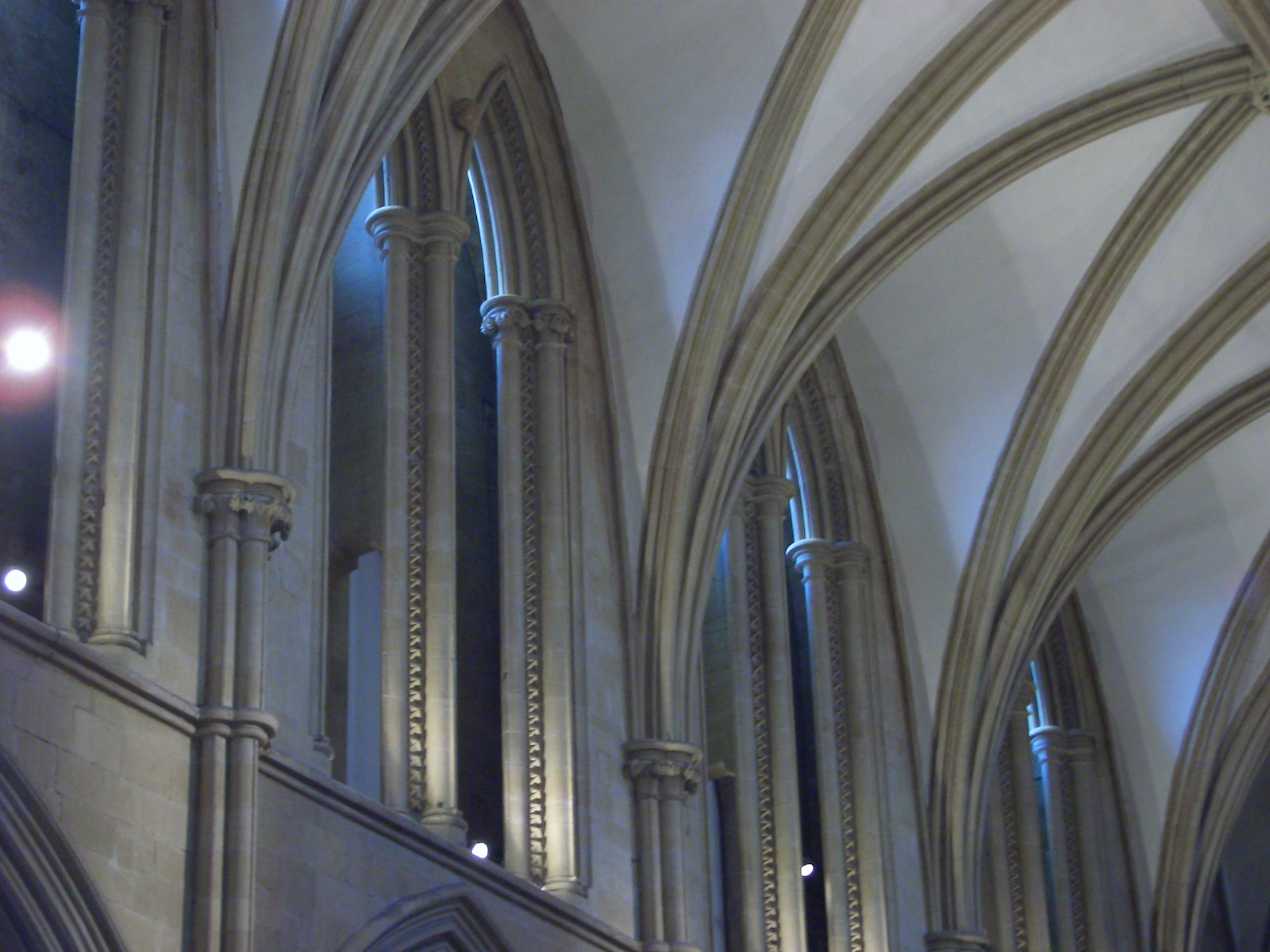
داخلی
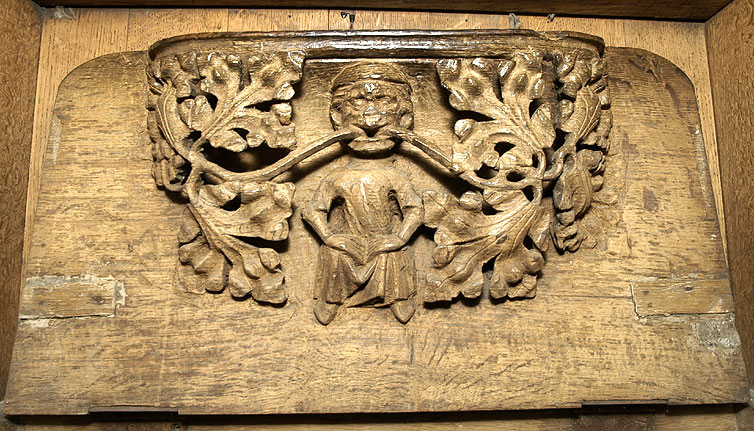
یکی از سوابق بد در پرسش
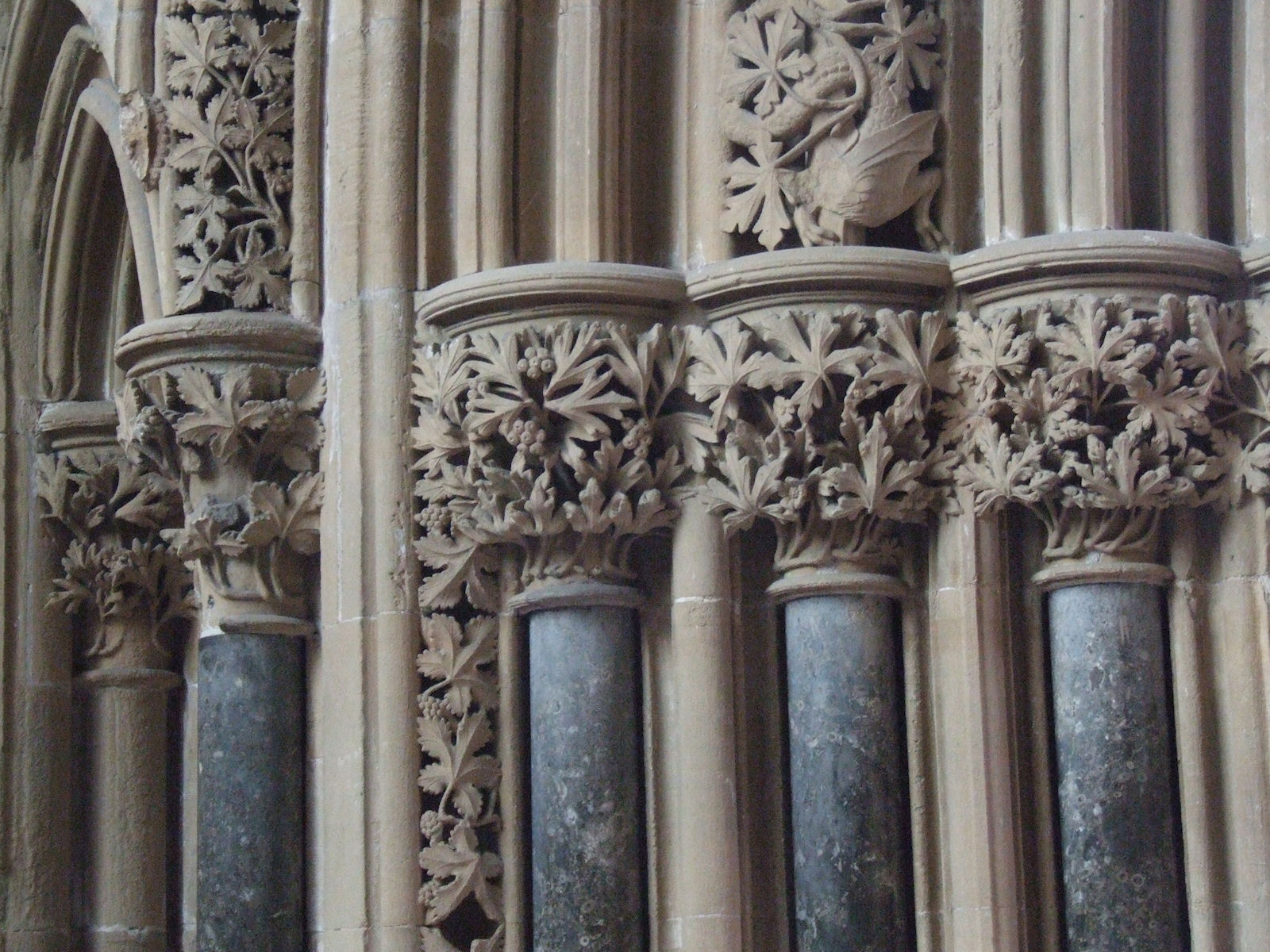